# Преследвачи
„Преследвачи“ (на английски: Chasers) е американски комедиен филм от 1994 г. на режисьора Денис Хупър, продуциран е от Джеймс Робинсън, сценарият е на Джо Батир, Джон Райс и Дан Гилрой, и участват Том Беринджър, Уилям Макнамара и Ерика Елениак. Това е последният пълнометражен филм на режисьора Хопър. Премиерата на филма е на 22 април 1994 г. и получава смесени отзиви от критиците и печели 1,6 млн. щ.д. срещу производствен бюджет от 15 млн. щ.д.